# ウリセス・ジャネス
ウリセス・ジャネス（Ulysses Llanez、2001年4月2日 - ）は、アメリカ合衆国・カリフォルニア州リンウッド出身のサッカー選手。アメリカ合衆国代表選手。ポジションはFW。

## クラブ経歴
2017年8月6日、メジャーリーグサッカーに属するロサンゼルス・ギャラクシーのセカンドチームでプロサッカー選手としてのデビューを飾る。
2019年4月2日、VfLヴォルフスブルクに移籍することが発表された。また、2020-21シーズンはSCヘーレンフェーンにレンタルされる。
2021年7月、オーストリア・ブンデスリーガ2部のSKNザンクト・ペルテンへのレンタル移籍が決まる。

## 代表経歴
アメリカ合衆国とメキシコ両方の血筋を引いているが、これまでU-17、U-18、U-19、U-20、A代表すべてアメリカ合衆国代表として出場している。
U-20アメリカ合衆国代表では常時先発出場していたが、2019 FIFA U-20ワールドカップにおいて必要不可欠でチームの鍵を握る選手であった。
2019年12月30日、弱冠18歳でアメリカ合衆国A代表に初召集される。
2020年2月1日、コスタリカ代表との親善試合でアメリカ合衆国A代表デビューし、その試合の決勝点を記録している。